# Ultra Ferrer
Pour les articles homonymes, voir Ferrer.
Albums de Ysa Ferrer
Imaginaire pur
(2008) Sanguine (album d'Ysa Ferrer)
(2014)
Singles
1. French Kiss
Sortie : 5 juillet 2010
2. Hands up
Sortie : 17 janvier 2011
3. Je vois
Sortie : 14 juin 2011
4. Pom pom girl
Sortie : 23 janvier 2012

Ultra Ferrer est le quatrième album studio de la chanteuse Ysa Ferrer sorti en 2010. Un opus sur lequel la chanteuse va notamment travailler avec le producteur New-Yorkais Chew Fu (en).

## Titres
| No  | Titre                   | Paroles                 | Musique                                  | Durée |
| --- | ----------------------- | ----------------------- | ---------------------------------------- | ----- |
| 1.  | Ultra                   | Daniel Castano          | Daniel Castano, Ysa Ferrer               | 2:07  |
| 2.  | Hands Up                | Daniel Castano          | Daniel Castano, Ysa Ferrer               | 3:24  |
| 3.  | Hors service            | Daniel Castano          | Daniel Castano, Ysa Ferrer               | 3:25  |
| 4.  | French Kiss             | Daniel Castano          | Daniel Castano, Ysa Ferrer, Chew Fu Phat | 3:16  |
| 5.  | Sept ans de malheur     | Daniel Castano          | Gilles Lakoste                           | 3:42  |
| 6.  | Pom Pom Girl            | Daniel Castano          | Daniel Castano, Ysa Ferrer               | 3:37  |
| 7.  | Je vois                 | Daniel Castano          | David Revel                              | 2:59  |
| 8.  | I Am Just Innocent      | Daniel Castano          | Alex Jaffray, Gilles Lakoste             | 3:55  |
| 9.  | On tue ce que l'on aime | Daniel Castano          | Daniel Castano, Ysa Ferrer               | 3:11  |
| 10. | Un jour                 | Daniel Castano          | Daniel Castano, Ysa Ferrer               | 4:20  |
| 11. | Freak Weather           | Daniel Castano          | Daniel Castano, Ysa Ferrer               | 3:52  |
| 12. | Tant qu'on s'aime       | Daniel Castano          | Daniel Castano, Ysa Ferrer               | 3:20  |
| 13. | Ce je-ne-sais-quoi      | Jean-Rémy Gaudin-Bridet | Daniel Castano, Ysa Ferrer               | 2:14  |